# تيموثي تي. كرونين
تيموثي تي. كرونين هو سياسي أمريكي، ولد في 27 يونيو 1884، وتوفي في 1955 بسبب سكتة دماغية.